# Place Canalejas (Madrid)
La place Canalejas (en espagnol : Plaza de Canalejas) est une place publique de Madrid, en Espagne.

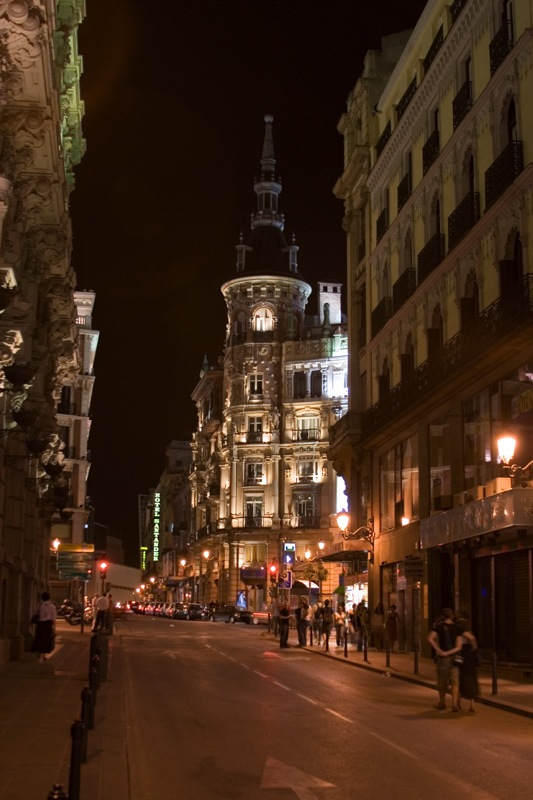
La place vue de la rue Saint-Jérôme, avec la maison Allende sur la droite

## Situation
La place de forme circulaire est située dans l'arrondissement du Centre, à la rencontre des rues Saint-Jérôme, de Séville, du Prince et de la Croix.

## Dénomination
Autrefois connue comme la place des Quatre-Rues (plaza de las Cuatro Calles), elle prend son nom actuel en l'honneur de l'homme politique José Canalejas, assassiné en 1912 par un anarchiste sur la Puerta del Sol voisine.

## Monuments

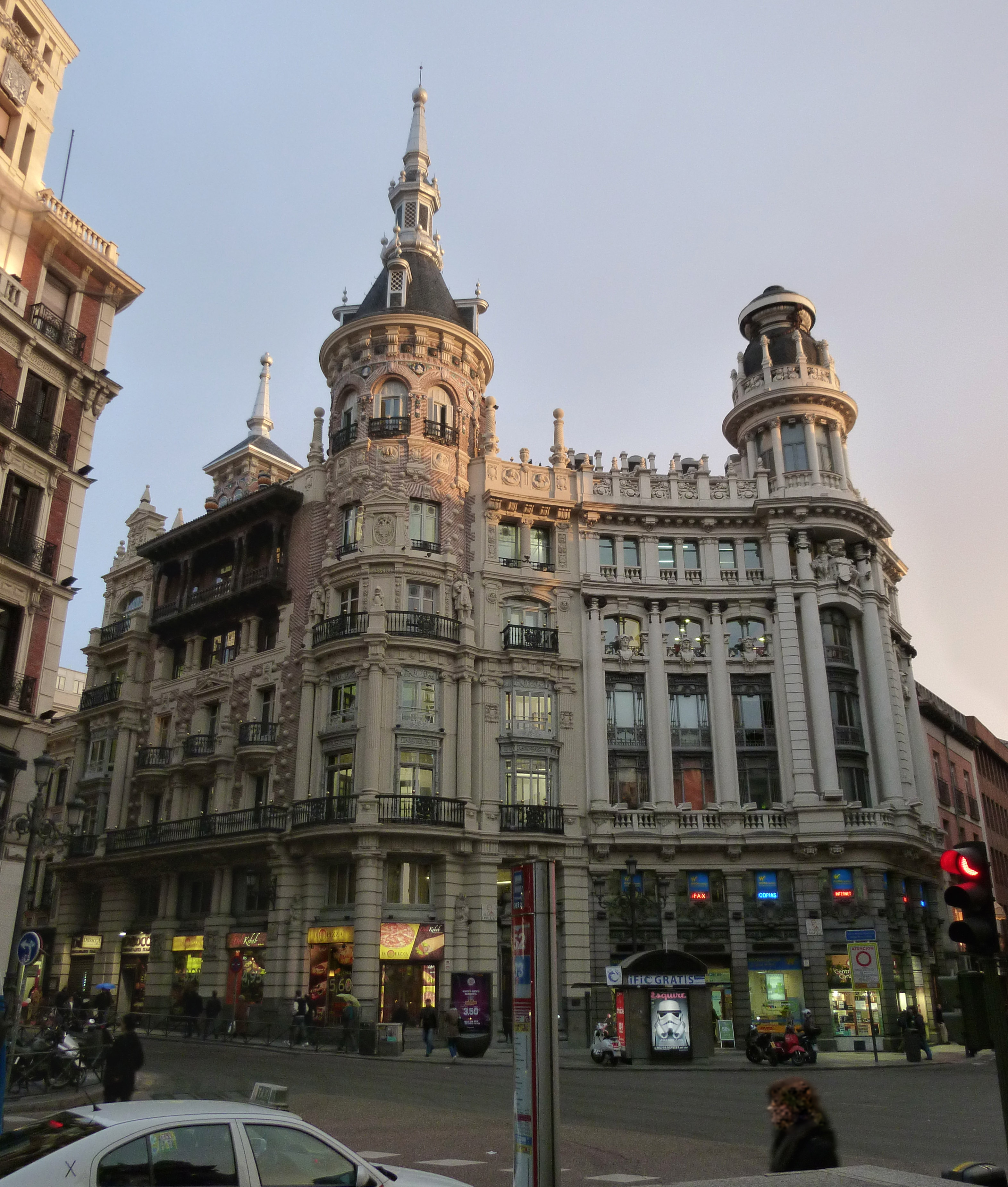
La maison Allende et le bâtiment Meneses

- La maison Allende est construite de 1916 à 1920 sur les plans de Leonardo Rucabado pour Tomás Allende. Elle dispose d'un balcon en bois inspiré de l'architecture régionale de Cantabrie.
- Le bâtiment Meneses, contigu à la maison Allende, est érigé dans le style éclectique en 1915 par les architectes José María Mendoza et José de Aragón pour la veuve du banquier Meneses.
- Le bâtiment de l'ancienne Banque hispano-américaine (aujourd'hui BBVA), est construit en 1902 sur les plans d'Eduardo Adaro.

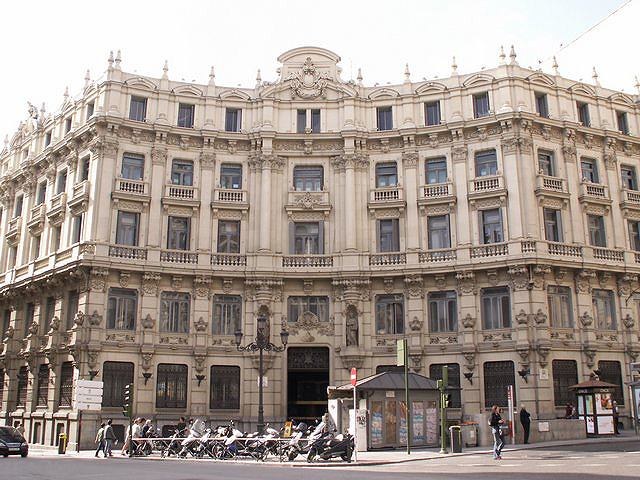
L'ancienne Banque hispano-américaine

## Établissement

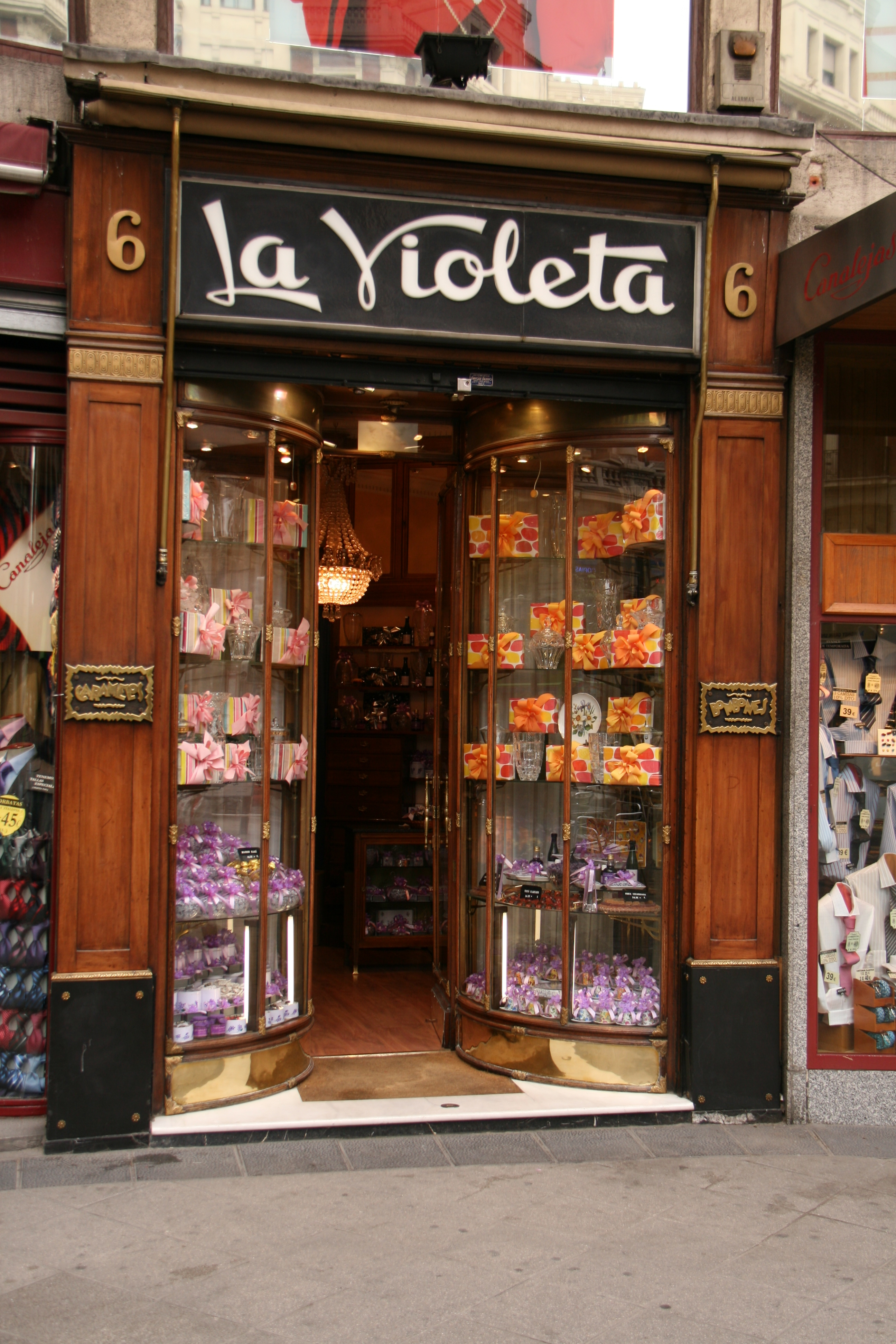
La Violeta

- Le magasin de bonbons La Violeta, situé au numéro 6, est fondé en 1915 par Mariano Gil Fernández. La légende veut qu'Alphonse XIII y achetait des violettes aussi bien pour son épouse, la reine Victoire-Eugénie, que pour sa maîtresse Carmen Ruiz de Moragas[1].